# María Sáinz Martín
María Sáinz Martín (Alburquerque, 6 de junio de 1953) es una médica, docente, poeta y política española. Investigadora y pionera en Educación para la Salud desde la Medicina Preventiva en España. Fundadora y presidenta de la Asociación de Educación para la Salud (ADEPS).
Diputada por el PSOE en el Congreso de Diputados de España.

## Trayectoria
Ha desarrollado su actividad profesional y vital con el sello del compromiso social en todos sus campos, ya sea en el sanitario, en el docente, como divulgadora de la educación en la salud, la política, el feminismo, el asociacionismo o la escritura.
Fue fundadora y presidenta de la Asociación de Educación para la Salud (ADEPS), está asociación tuvo su continuidad en la Fundación de Educación para la Salud (FUNDADEPS) donde es presidenta de honor.
Ha trabajado también en la gestión sanitaria estatal como jefa del servicio de Educación para la Salud en el Ministerio de Sanidad y Consumo desde 1988 hasta 1992.
La educación para la salud ha sido un campo en el que ha desarrollado parte de su etapa profesional activa, bien en el ejercicio de la medicina o en la docencia, y en su etapa de jubilada sigue inmersa en la divulgación de normas, comportamientos y actitudes saludables que inciden en él bienestar de la población, dando conferencias o realizando encuentros con profesionales de la salud en los diferentes puntos del estado español.
Manifiesta un interés especial por conseguir una actitud física y mental saludable para la etapa de la jubilación, de la población en general y en la de los compañeros y compañeras de la profesión médica en particular, considerando que "los profesionales de la medicina pueden actuar como referentes, asesores ad honorem y como guías o tutores de los jóvenes estudiantes de Medicina" a lo que les dice,"No renunciemos, precisamente cuando somos más libres de gestionar nuestra vida diaria y nuestro quehacer intelectual, a dar lo mejor de cada uno de nosotros y de nosotras a una sociedad en continuo cambio y a veces con desajustes si no intervenimos con la máxima de la experiencia humana y no solo con la ciencia, tal como nos enseñaron nuestros antecesores y maestros".
En su faceta literaria el libro publicado en el 2023 fue presentado en el Instituto Cervantes.
Como mujer feminista y política ha formado parte de la Comisión ejecutiva del PSOE de Madrid.
En junio de 2024 tomó posesión como diputada del PSOE en el Congreso de Diputados de España.
A lo largo de su trayectoria María Sáinz Martín ha pertenecido a diferentes asociaciones de marcado contenido social, participando y colaborando activamente como socia y en las tareas ejecutivas, como:  Federación de Mujeres Progresistas (presidenta1989‐91), Vicepresidenta de Federación de Mujeres Directivas, Ejecutivas, Profesionales y Empresarias (FEDEPE); vicepresidenta y secretaria de la Asociación de Médicos, Escritores y Artistas (ASEMEYA); Directora Revista Mujeres Directivas (2000‐2007) o  El Club de las 25. Colabora con UNICEF‐España, Amnistía Internacional y Médicos del Mundo, entre otras entidades.

## Medicina
Es licenciada en Medicina y Cirugía por la Universidad Complutense de Madrid, especializada en Puericultura; Máster en Salud Pública de la Escuela Nacional de Sanidad y especialista en Medicina Preventiva y Salud Pública y Máster en Gestión de Entidades y Servicios Sanitarios.
Ha ejercido la medicina en el Hospital Clínico San Carlos de Madrid, donde ha sido Jefa del Servicio de Medicina Preventiva, Jefa de Residentes‐Medicina Preventiva (1980‐ 1984); Jefa del Área de Salud.Creadora y responsable de la Unidad de Educación para la Salud del Servicio Medicina Preventiva (1988‐98). En 1985 creó la ONG denominada Asociación de Educación para la Salud (Adeps) y ha dirigido las publicaciones como el Boletín Informativo HIGEIA y la nueva revista denominada “La Cultura de la Salud”.
Ha sido directora y organizadora de jornadas y congresos nacionales e internacionales, entre ellos la V Conferencia de Promoción y Educación para la Salud de la UIPES‐Europa (Santander 2000).
Otra forma de ejercer la medicina ha sido el tiempo dedicado a la divulgación de comportamientos y hábitos saludables, mediante la participación en conferencias, coloquios y encuentros por toda la geografía española, tendentes a mejorar la salud de la población, considerando la necesidad de distinguir entre la salud y la enfermedad. Mantuvo una participación activa durante el periodo de la pandemia.

## Investigación y docencia

### Investigación
Como investigadora ha sido directora y coordinadora en numerosos proyectos y programas, como: Plan de Educación para la Salud en el curriculum escolar (Ministerio de Educación y Ciencia),  Estudio de Prevalencia de las Infecciones Nosocomiales en España (EPINE) del Ministerio de Sanidad,  Estudio de Prevalencia de las Infecciones Nosocomiales en España (EPINE) del Ministerio de Sanidad; Plan de Educación Sanitaria en Prevención (Real Patronato de Prevención y Atención a Personas con Minusvalía); Programa de Tabaquismo y Educación para la Salud (Hospital Clínico San Carlos); Red Hospitales sin Humo en la Comunidad de Madrid; Estudio sobre la salud y calidad de vida en Down España (Fundadeps y Fundación Sanitas) . Atlas Mundial de la Salud.
Sus publicaciones se pueden encontrar en Google Académico y Dialnet.

### Docencia
Dentro del campo académico ha impartido docencia como:
Profesora asociada de la Facultad de Medicina de la Universidad Complutense de Madrid, Profesora Colaboradora de la Escuela Nacional de Sanidad, Tutora de MIR de Medicina Preventiva y Salud Pública. Docente en la Escuela Complutense Latinoamericana de la UCM
Promotora y codirectora el Máster en Periodismo 2 Sanitario, como Título Propio de la UCM.  Coordinadora y docente del Máster de Comunicación y Salud de la facultad de Ciencias de la Información de la UCM.

## Premios y reconocimientos
- 2022- Premio Mujeres que cambian el mundo, otorgado por la organización Mujeres para el Diálogo y la Educación (MDE) por su dedicación a la promoción y educación para la salud .[17]
- 2016 - Premio Ciudadanos en su XX edición.[18]
- 2016 - Premio a la Mujer Europea del Año
- 2009 -  Premio Mujeres Progresistas, otorgado por la Federación de Mujeres Progresistas
- 1997 -  Premio de la Asociación Española de Médicos Escritores y Artistas, ASEMEYA.[19]
- 1997 -  Premio Mujer Directiva, otorgado por la Federación Española de Mujeres Directivas, Ejecutivas, Profesionales y Empresarias (FEDEPE)
- 1996 -  Premio Rosa Manzano por sus actividades de Medicina Preventiva y Salud Pública
- 1985 -  Premio Doctor Palanca de la Real Academia Nacional de Medicina
- 1985 -  Premio Santillana de Experiencias Educativas

## Obras
Su obra literaria abarca desde el campo de la salud a la poesía.
- Antes de morir te cuento
- La ciudad del derribo
- Educación para la salud en el medio escolar
- Educación para la salud. Libro del profesor
- Curso de educación para la salud, primer. (Monográfico)
- Donde sobrevive la esperanza
- Educación para la salud. Libro del escolar
- Los raíles del corazón verde.